# The Witch (pel·lícula de 1913)
The Witch és una pel·lícula muda de l'Éclair American dirigida per Oscar A.C. Lund i interpretada per Alec B. Francis i Julia Stuart entre d'altres. Ambientada durant la cacera de bruixes a Nova Anglaterra, la pel·lícula es va estrenar el 2 de juliol de 1913.

## Argument
El regidor Marsh, un vell avar i miserable està enamorat de Mary Martin, filla de la vídua Martin, però a ella li molesten les seves atencions. El governador Brent, un nou arribat al poble, es troba amb Mary al bosc quan ella intenta eludir Marsh i l’acompanya fins a casa de la mare. Poc després, el governador s’ha d’absentar per un temps del poble i marxa tan precipitadament que Mary no té temps ni de demanar-li com es diu. Mentrestant, Marsh per aconseguir casar-se amb Mary decideix acusar de bruixeria la vídua Martin. Quan una nena veïna, que ha menjat massa pomes verdes, es posa malalta, la vídua és acusada de bruixeria i portada a la presó. Marsh li diu a vídua que usarà la seva influència per alliberar-la si consent que es casi amb la filla però la vídua es nega a acceptar-ho. Ella demana l’ajuda del governador en funcions que tot i que en principi la vol ajudar després s’hi nega per no despertar la ira dels vilatans.
Arriba el dia de l'execució i els vilatans preparen la foguera. Mary, desesperada, s’ofereix a Marsh per salvar la mare i es casen però després ell tem la fúria dels vilatans si l’allibera i dubta. Mary, incapaç de suportar el suspens, corre cap a casa i de camí, es retroba amb el governador. En explicar-li la situació rescata la vídua i la porta a la seva granja seguit dels vilatans enfadats. Aleshores algú fa notar que la nena està bé i que ha confessat la causa de la seva malaltia. El governador s’assabenta amb pena que ella s’ha casat amb Marsh.
Mary intenta una esposa obedient tot i que li repugnen les seves carícies i la seva avarícia. Brent no pot oblidar Mary i en anar a visitar-la veu com el seu marit és a punt d’atacar-la perquè ella defensa un nen petit que ha robat una poma. Marsh recorda a Brent que la llei permet que un marit castigui la seva dona si ho desitja. Brent fa veure que se'n va però quan el marit és al celler contant el seu or es presenta i besa les contusions que li ha causat. Marsh els interromp quan Brent a punt d’abraçar la seva dona i aquest fuig.
Marsh cobeja quedar-se amb una propietat del govern municipal i decideix aprofitar la situació. Amenaça de denunciar-los als dos si Mary no influeix sobre el governador per tal que li concedeixi la terra, cosa que ella aconsegueix. Durant l'absència de Mary, Marsh ha baixat al celler on guarda el seu or i ha oblidat de tancar la porta secreta de l'amagatall. Quan Mary la descobreix Marsh la persegueix amb un gran pal. Corrent cap a casa la seva mare es troba amb Brent que intenta intercedir però és colpejat. La vídua fa creure a Marsh que ha matat Brent. Espantat, es precipita al seu celler per buscar l'or però l'esforç i els anys fan que quan arriba dalt de les escales cau i mor. Mary i Brent poden ser feliços.

## Repartiment
- Alec B. Francis (Marsh)
- Mildred Bright (Mary Martin)
- Julia Stuart (vídua Martin)
- Robert Frazer